# كويزي لبدي
كويزي لبدي (الاسم العلمي: Cantharellus tomentosus) هو نوع من الفطريات يتبع جنس الكويزي من فصيلة الكويزية.